# Massimo Scaligero
Massimo Scaligero, pseudonimo di Antonio Massimo Sgabelloni (Veroli, 17 settembre 1906 – Roma, 26 gennaio 1980), è stato un giornalista ed esoterista italiano, seguace dell'antroposofia.

## Biografia
Nacque a Veroli, da madre piemontese e padre di origini calabresi e venne educato, dopo la morte di sua madre, dallo zio Pietro Sgabelloni (fondatore, con Alberto Bergamini, del Giornale d'Italia):
(Massimo Scaligero)
Ebbe contatti con Gabriele D'Annunzio, il quale leggendo le sue poesie giovanili lo definì il «nuovo vate d'Italia», e gli scrisse una lettera sul Giornale d'Italia il 5 maggio 1938, che iniziava con le parole: «al costante ed animoso amico».
Appassionatosi prevalentemente alle letture di Nietzsche, nella primavera del 1930 ebbe il suo primo incontro con Julius Evola, recandosi personalmente presso la sua abitazione:
(Massimo Scaligero)

### Scaligero e il fascismo
Presso gli antroposofi era opinione comune che Mussolini avesse una peculiare missione da compiere riguardante il destino dell'Italia, ossia, come sosteneva lo stesso Scaligero, quella di forgiare e «unificare» la coscienza nazionale del popolo italiano.
Scaligero iniziò a scrivere per la stampa fascista fin da giovane. Scaligero enunciò la sua prospettiva esoterica in una prima opera magna, un libro del 1938 intitolato La Razza di Roma. La sua proposizione d'apertura si riferiva alla "nostra posizione razzista" come ad una specifica forma del razzismo italiano. Denunciando "il materialismo delle società democratiche", Scaligero caratterizzava l’italiana come 'una razza destinata alla vittoria', con il regime fascista consolidante 'il razzismo in un senso vero e superiore'.
L'accademico americano Peter Staudenmaier ha dedicato nel 2010 la sua tesi di dottorato, intitolata Between Occultism and Fascism: Anthroposophy and the Politics of Race and Nation in Germany and Italy, 1900-1945 ed ora pubblicata in un volume edito da Brill, all'antroposofia ed ai suoi rapporti con nazismo e fascismo. In essa, Staudenmaier ha definito Massimo Scaligero una "figura ignominiosa" per la sua intensa attività di propaganda razzista ed antisemita al servizio del regime. 
Nel corso degli anni '30 divenne caporedattore di Nuovo Occidente, indi, fino alla caduta del Fascismo, del mensile L'Italia Marinara, periodico ufficiale della Lega Navale Italiana. Dalla fine degli anni '30, collaborò con articoli alla rivista di regime La difesa della razza. A partire dal 1938 Scaligero produsse circa un centinaio di testi antisemiti di taglio esoterico. Nei suoi articoli affermava che la razza ariana fosse "modello dell'umanità" e che il ruolo delle "genti ariane" fosse la "conquista del mondo e il consolidamento dell'egemonia coloniale". Per tale obiettivo sarebbe stato necessaria "l'assoluta mancanza di contaminazione semita". A tale scopo egli supportava la "decisiva campagna razzista" della Germania nazista. Egli, inoltre, propugnava 
"l'eliminazione del virus giudaico e la reintegrazione dei valori etnici ariani". Secondo Scaligero attraverso un adeguato approccio spiritual-razziale "i giudei possono essere facilmente riconosciuti ed eliminati".
Nel 1941, su sollecitazione di Alessandro Pavolini, tenne assieme a Julius Evola, Giovanni Preziosi, Piero Pellicano, Alberto Luchini, cinque "conversazioni radiofoniche" EIAR di propaganda antisemita.
In un saggio del 1942 intitolato Per un razzismo integrale Scaligero affermò che solo un "razzismo integrale" potesse illuminare "il cammino della vera ascesi spirituale". 98
Scaligero, a proposito della sua partecipazione al fenomeno italiano del fascismo, scrisse nel suo libro autobiografico Dallo Yoga alla Rosacroce:
(Massimo Scaligero)

### Approdo all'antroposofia e gli ultimi anni
Nei primi anni quaranta Scaligero impresse una svolta alla sua interiore ricerca spirituale in direzione dell'antroposofia di Rudolf Steiner, che riconobbe come «Maestro dei nuovi tempi» dopo la lettura della sua Scienza occulta.
All'indomani della liberazione di Roma Scaligero fu imprigionato alcuni mesi nel carcere di Regina Coeli per una sua passata frequentazione dell'ambasciata tedesca, alla quale tempo prima aveva chiesto la scarcerazione di due antroposofi. Quel periodo fu tuttavia l'occasione per intraprendere un proprio percorso di meditazione, durante il quale riuscì anche a guarire dalla tubercolosi che lo affliggeva.
A partire dal 1945 divenne una figura nota negli ambienti neo-fascisti e aderì in seguito alla Società Antroposofica Italiana sotto la guida di Giovanni Colazza, e si dedicò alla creazione della «Prima classe della Scuola esoterica» in Italia. Da quel periodo, Massimo Scaligero divenne caporedattore della rivista di studi orientali East and West, organo dell'ISMEO (Istituto italiano per il Medio ed Estremo Oriente), trimestrale in lingua inglese fondato nell'aprile del 1950 in Roma dall'orientalista ed Accademico dei Lincei Giuseppe Tucci.
Negli ultimi vent'anni della sua vita teneva regolarmente riunioni presso il suo studio romano sito in via Giovanni Cadolini, nel quartiere Gianicolense. I resoconti di questi incontri, che si sviluppavano su temi posti dalle domande dei presenti, furono pubblicati sulla rivista Graal.

## Elementi del pensiero
In antroposofia è costante in Scaligero l'indicazione della "Via del pensiero" come attitudine teorica e pratica dello sviluppo della personalità che egli, nell'opera Tecniche della concentrazione interiore descrive così:
(Massimo Scaligero, Tecniche della concentrazione interiore, Roma, Edizioni Mediterranee, 1975)

Proprio la sua adesione alla dottrina di Rudolf Steiner, della quale «si consacrò a un'interpretazione risolutamente cristica», fu il motivo del progressivo distacco da Julius Evola. Quest'ultimo, infatti, così come René Guénon, considerava l'antroposofia una dottrina sprovvista della necessaria regolarità tradizionale, e per questo inefficace dal punto di vista dell'operatività iniziatica. Scaligero dal canto suo affermava che il contenuto perenne, essenziale, della Tradizione non andasse confuso con la sua forma, soggetta ai mutamenti della storia:
(Massimo Scaligero,  Dallo yoga alla Rosacroce (PDF)., Roma, Perseo, 1972, p. 72)
René Guénon, in "Iniziazione e realizzazione spirituale" (capitolo II, "Metafisica e Dialettica") rispose alle critiche a lui rivolte da Massimo Scaligero (in Esoterismo moderno. L’opera e il pensiero di René Guénon, nel primo numero della rivista italiana Imperium, maggio 1950).
Il rinnovamento dei misteri della Tradizione passa per Scaligero attraverso il riconoscimento della necessità, per lui non più eludibile, di approdare a un pensiero vivente, o «solare», capace di trascendere la dialettica del pensiero riflessivo o «lunare», cioè puramente cerebrale e statico, che porta a scambiare l'apparenza esteriore della realtà per la sua essenza. Riferendosi alla possibilità di una terza prova dopo le due guerre mondiali, affermava:
(Massimo Scaligero, Iniziazione e Tradizione)

### Aspetti filosofici
Particolare attenzione fu rivolta da Scaligero al filosofo Giovanni Gentile, dovuta al fatto che «in verità l'entusiasmo, o il contenuto poetico, dell'attualismo non era tanto il pensiero, quanto ciò che esso rivestiva: la mirabile ricchezza del sentire del suo fondatore: l'ultimo filosofo europeo».
Il primato gnoseologico ed ontologico attribuito alla coscienza pensante da Gentile, diviene in Scaligero, in senso esoterico e non più filosofico, il primato dell’Io come soggetto capace di pensare l’assoluto e di realizzarlo in sé.
Scaligero nutrì grande interesse e ammirazione anche per la filosofia di Antonio Rosmini. In occasione del primo centenario della morte del filosofo trentino, nel 1955 redasse un articolo pubblicato da numerosi quotidiani e periodici italiani, dal titolo Potenza e modernità del pensiero rosminiano, ove tra le altre cose scriveva:
(Massimo Scaligero, cit. in  Giancarlo Roggero, Antonio Rosmini e la fedeltà micheliana del nostro tempo, Estrella de Oriente, 2013,  p. 131, ISBN 8887037280.)
Considerevole fu inoltre l'attrazione verso Scaligero esercitata dai filosofi spiritualisti del Rinascimento italiano. Il pensiero e l'originalità di Scaligero indussero l'orientalista Giuseppe Tucci (amico ed allievo dello stesso Giovanni Gentile, nonché suo successore all'IsMEO) a sceglierlo come proprio collaboratore, nel ruolo di redattore, nella rivista East and West.

## Opere
- La Razza di Roma, (Mantero, Tivoli, 1939)
- Niccoloso da Recco, navigatore atlantico (Milano, Editore Zucchi; ristampa:Roma, Tilopa, 2003)
- Iniziazione e Tradizione (Roma, Tilopa, 1956)
- Avvento dell'uomo interiore. Lineamenti di una tecnica dell'esperienza sovrasensibile (Firenze, Sansoni, 1959)
- Trattato del pensiero vivente. Una Via oltre le filosofie occidentali, oltre lo Yoga, oltre lo Zen (Milano, Feriani, 1961)
- La Via della volontà solare. Fenomenologia dell'Uomo Interiore (Roma, Tilopa, 1962)
- Dell'amore immortale (Roma, Tilopa, 1963)
- Segreti dello spazio e del tempo (Roma, Tilopa, 1963)
- La Luce. Introduzione all'Immaginazione Creatrice (Roma, Tilopa, 1964)
- Il marxismo accusa il mondo (Roma, Tilopa, 1964)
- Magia sacra. Una via per la reintegrazione dell'Uomo (Roma, Tilopa, 1966)
- La logica contro l'uomo. Il mito della scienza e la Via del Pensiero (Roma, Tilopa, 1967)
- Hegel, Marcuse, Mao. Marxismo o Rivoluzione? (Roma, Volpe, 1968)
- Graal. Saggio sul Mistero del Sacro Amore (Roma, Perseo, 1969)
- Rivoluzione. Discorso ai giovani (Roma, Perseo, 1969)
- Lotta di classe e karma (Roma, Perseo, 1970)
- Yoga, meditazione, magia (Roma, Teseo, 1971)
- La tradizione solare (Roma, Teseo, 1971)
- Dallo Yoga alla Rosacroce (Roma, Perseo, 1972)
- Manuale pratico della meditazione (Roma, Teseo, 1973)
- Il Logos e i nuovi misteri (Roma, Teseo, 1973)
- Psicoterapia. Fondamenti Esoterici (Roma, Perseo, 1974)
- Tecniche di concentrazione interiore (Roma, Edizioni Mediterranee, 1975)
- Guarire con il pensiero (Roma, Edizioni Mediterranee, 1975)
- Reincarnazione e karma (Roma, Edizioni Mediterranee, 1976)
- L'uomo interiore. Lineamenti dell'Esperienza Sovrasensibile (Roma, Edizioni Mediterranee, 1976)
- Meditazione e miracolo (Roma, Edizioni Mediterranee, 1977)
- Il pensiero come antimateria (Roma, Perseo, 1978)
- Kundalini d'occidente. Il centro umano della potenza (Roma, Edizioni Mediterranee, 1980)
- Iside Sophia. La Dea ignota (Roma, Edizioni Mediterranee, 1980)
- Zen e Logos (Roma, Tilopa, 1980)
- Il sorriso degli Dei (Roma, Tilopa, 1986)
- La pietra e la folgore (Roma, Tilopa, 1988)